# Gebrael Haoui
Gebrael Haoui (ar. جبريل حاوي; ur. 26 czerwca 1954) – libański strzelec, olimpijczyk.
Brał udział w Letnich Igrzyskach Olimpijskich 1984 (Los Angeles). Wziął udział w skeecie, w którym uplasował się na 58. miejscu w stawce 69 strzelców. 

## Wyniki olimpijskie
| Igrzyska | Konkurencja | Wynik      | Miejsce | Źródło |
| -------- | ----------- | ---------- | ------- | ------ |
| IO 1984  | Skeet       | 172 punkty | 58T     | [ 1 ]  |